# Iz moje krvi
Iz moje krvi je #39 obnovljene edicije Zlatne serije, koju je 2018. godine pokrenuo Veseli četvrtak. Sveska je izašla 30. juna 2022. godine i koštala 430 dinara (3,65 €, 4,12 $). Epizoda je imala ukupno 150 strana. Posle glaven epizode nalazila se epizoda Božja šahovska tabla. U Srbiji je ova sveska objavljena sa dve različite naslovne strane. Korice A nacrtao je Bruno Brindizi. 

## Originalna epizoda
Epizoda objavljena je premijerno u Italiji u redovnoj godišnjoj ediciji Dylan Dog Magazine 2019. Na kioscima se pojavila 23. marta 2019. i koštala 8,5 €. Scenario je napisao Ostini Alberto, a nacrtao ju Đulio Kamanji. Naslovnu stranu je nacrtaop Bruno Brindizi.

## Prethodna i naredna sveska Zlatne serije
Prethodna sveska Zlatne serija nosila je naziv Zagor protiv Zagora (#38), a naredna Nejtan Never i Marti Misterija Zatočenik budućnosti (#40).